# بير أم فواخير
بير أم فواخر هي مدينة تعدين ذهب قبطية بيزنطية قديمة في مصر. تقع في وسط الصحراء الشرقية، في منتصف الطريق بين النيل بالقرب من قفط والبحر الأحمر بالقرب من القصير، وليست بعيدة عن وادي الحمامات. يعود الموقع إلى أواخر القرن الخامس إلى القرن السادس.
وهي مستوطنة تعدين الذهب القديمة الوحيدة في مصر وواحدة من القلائل في الإمبراطورية البيزنطية التي تم فحصها أثريًا بدقة.

## جيولوجيا المنطقة
تقع بير أم فواخر والمناطق المحيطة مباشرة على جرانيت فواخر حقبة ما قبل الكمبري. تم استخدام الجرانيت اقتصاديًا في البناء، وكان بمثابة بطانة للآبار المياه الجوفية هناك وقبل كل شيء فهو يحتوي على الذهب. يكمن الذهب في عروق الكوارتز في الجرانيت. في العصور القديمة، تم تعدين الخام في الخنادق على السطح أو في أعمدة على الجوانب الجبلية. تم تقطيع الكوارتز إلى قطع مع كتل جرانيت صغيرة ويتم طحنها إلى مسحوق بواسطة رحى أو مطاحن يدوية. العديد من أحجار الطحن المستخدمة لا تزال ملقاة على السطح أو تم إعادة استخدامها للمباني. ربما تم غسل الخام المسحوق بواسطة مياه بئر الفواخير ونقله إلى وادي النيل لإجراء التنظيف النهائي.

## المدينة الأثرية
تكمن البقايا الأثرية للمستوطنة الرئيسية في واد طويل ضيق. يحد المستوطنة منحدرات شديدة الانحدار كما لو كانت سور المدينة الطبيعي. كان المدينة تتألف من أكثر من مائتي منزل وملحقاته، بالإضافة إلى شارع رئيسي رملي. يُقدر عدد السكان في المدينة بأكثر من 1000. وقد تم تشييد المباني من أحجار رصف الجرانيت المنقطة بالحجارة الصغيرة والقطع المكسورة. لا يزال من الممكن العثور على الأبواب، والمقاعد، ورسومات الحوائط، والأحواض، وصناديق إطعام الحيوانات في الأنقاض.